# 龔煌城
龔 煌城（きょう こうじょう、1934年12月10日 – 2010年9月11日）は、台湾の言語学者。
シナ・チベット語族比較言語学、西夏語、および中国語音韻史に関する研究で知られる。

## 生涯
龔煌城は日本統治下の台湾の台南州北港郡（今の雲林県）北港鎮に生まれた。1958年に国立台湾師範大学を卒業した後、台北市立大同中学で英語を教えていた。1968年にドイツに留学して歴史言語学を学び、1976年に中国語上古音の研究によってミュンヘン大学の博士号を取得した。
1976年に帰国し、中央研究院歴史語言研究所（のちに語言学研究所）に就職した。2004年に退職した。その間国立台湾大学で教え、また日本や米国でも客員教授として教えた。
癌のため2010年に没した。

## 業績
龔煌城はシナ・チベット語族の音韻対応の規則の追求で知られる。1980年の論文「A comparative study of the Chinese, Tibetan, and Burmese vowel systems」（『漢蔵語研究論文集』所収）で中国語上古音（李方桂の再構による）・チベット語・ビルマ語の母音体系の音韻対応の法則を示して以来、シナ・チベット語族の厳密な音韻対応関係を求めつづけた。
龔煌城は1980年代には主に西夏語を研究した。龔は西夏語の音韻交替（人称による動詞の母音交替など）を明らかにし、また従来の西夏語再構音を改良した。李範文の『夏漢字典』(1997)は龔煌城の再構音を使用している。その後、龔煌城はシナ・チベット祖語の再構にも西夏語を利用した。
龔煌城の主な論文は2002年に出版された2つの論文集にまとめられている。
- 漢蔵語研究論文集. 中央研究院語言学研究所. (2002)
- 西夏語文研究論文集. 中央研究院語言学研究所. (2002)